# لوون پوگوسیان
لوون پوگوسیان (انگلیسی: Levon Pogosian؛ زادهٔ) فیزیک‌دان ارمنی‌تبار اهل کانادا استاد دانشگاه سیمون فریزر ونکوور (SFU) و کارمند رصدخانه بیوراکان است که جایزه اول جایزه کیهان‌شناسی بوچالتر ۲۰۲۱ همراه با همکارش دریافت کرده‌است. این دو دانشمند به‌خاطر تحقیقات جدید در مورد تنش هابل از طریق میدان‌های مغناطیسی پیش از پرایمینگ، جایزه را دریافت نمودند.

## یادداشت
1. ↑  for their work Relieving the Hubble tension with primordial magnetic fields